# Karl von Vierordt

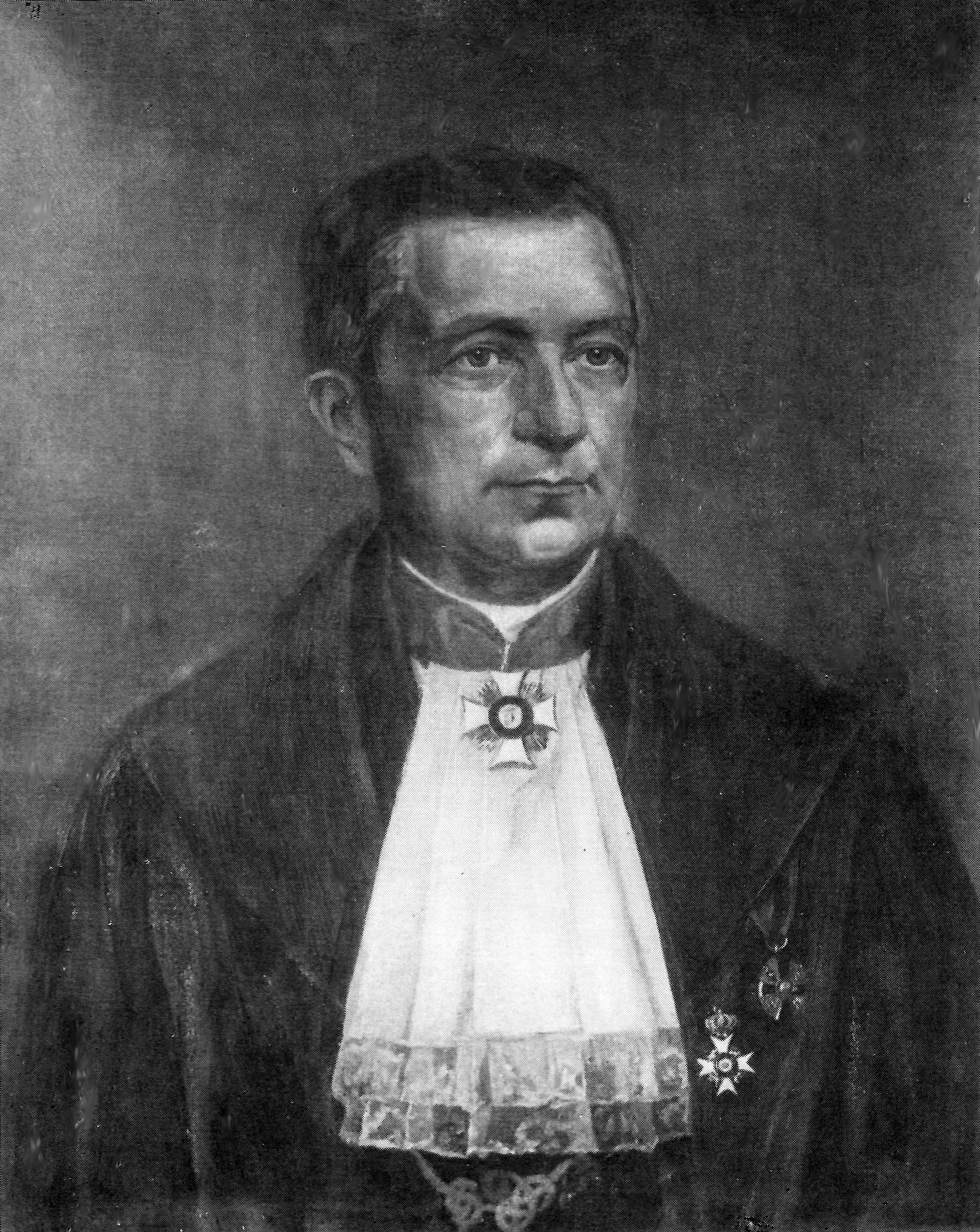
Karl von Vierordt, 1850

Karl von Vierordt geborener Karl Vierordt (* 1. Juli 1818 in Lahr, Großherzogtum Baden; † 22. November 1884 in Tübingen) war ein deutscher Physiologe.

## Familie
Die Vorfahren Vierordts waren zu Beginn des 18. Jahrhunderts nach Baden gekommen und widmeten sich traditionell dem Lehrerberuf. Sein Vater, Karl Friedrich Vierordt, arbeitete zunächst als Lehrer (Diakon) am Pädagogium in Lahr, zog dann aber 1820 mit seiner Familie in die Residenzstadt Karlsruhe, wo er zum Gymnasiallehrer befördert wurde und nach 1824 am dortigen Gymnasium auch den eigenen Sohn unterrichtete.
Im Jahr 1847 heiratete dieser Pauline (Seubert), die Tochter des Geheimrats Karl August Seubert und der Wilhelmine geb. Vierordt. Vierordt war über den gemeinsamen Urgroßvater mit seiner Frau verwandt. Aus dieser Verbindung gingen sechs Kinder hervor, nur zwei von ihnen überlebten Vierordt. Der Mediziner und Medizinhistoriker Hermann Vierordt war ein Sohn des Ehepaars.

## Ausbildung und Beruf
Ab dem 14. Lebensjahr besuchte Vierordt neben dem Schulunterricht am Karlsruher Lyzeum auch naturwissenschaftliche Vorlesungen am Karlsruher Polytechnikum. Im Herbst 1836 immatrikulierte er sich an der Medizinischen Fakultät der Ruprecht-Karls-Universität Heidelberg. 1837 wurde er in das Corps Suevia Heidelberg recipiert.  Er wechselte nach einem Jahr an die Georg-August-Universität Göttingen, kehrte 1838 nach Heidelberg zurück und verbrachte das letzte Studienjahr an der Friedrich-Wilhelms-Universität Berlin. Vierordt bestand die medizinischen Examen in Karlsruhe im Herbst 1840 mit Bestnoten.
Zu seinen Lehrern gehörten in Heidelberg die Chemiker Leopold Gmelin und Friedrich Tiedemann, der Embryologe Theodor von Bischoff, der Chirurg Maximilian Joseph von Chelius und der Gynäkologe Franz Naegele. In Göttingen hatte Vierordt bei dem Chirurgen Konrad Johann Martin Langenbeck und dem Chemiker Friedrich Wöhler studiert. In Berlin kam er mit dem großen Kliniker Johann Lukas Schönlein und dem Physiologen Johannes Müller in Berührung. Nach weiteren Aufenthalten in Berlin und Wien bei Josef von Škoda und Carl von Rokitansky promovierte Vierordt 1841 in Heidelberg, wiederum als einer der besten. Er ließ sich dann als praktischer Arzt in Karlsruhe nieder, sein erster wissenschaftlicher Beitrag (über Strabismus) erschien ein Jahr später. 1842 wurde Vierordt zum Oberchirurgen im Großherzoglichen Leib-Infanterieregiment ernannt, 1843 zum Regiments-Oberarzt.
Während der Deutschen Revolution 1848/49 diente Vierordt im badischen Oberland in seinem Regiment. Er hatte kaum Sympathie für die Revolution, betrachtete sie im Gegenteil als das Werk anarchistischer Agitatoren. Im Juli 1849 wurde er als a.o. Professor für theoretische Medizin (allgemeine Pathologie und Therapie, Materia medica, Geschichte der Medizin) an die Eberhard Karls Universität Tübingen berufen, wo er auch das Archiv für physiologische Heilkunde redigierte. 1853 übernahm Vierordt dort die physiologischen Lehrveranstaltungen und 1855 den ersten selbstständigen Lehrstuhl für Physiologie im deutschsprachigen Raum. 1864 wurde er Rektor der Universität. In seiner Rede zum Geburtstag von Karl I. (Württemberg) am 6. März 1865 befasste er sich mit der Einheit der Wissenschaften. In seinen 35 Tübinger Jahren entfaltete er eine rege Forschertätigkeit, die im Wesentlichen physiologische Fragestellungen beinhaltete. Fast jedes Jahr erschienen wichtige wissenschaftliche Veröffentlichungen Vierordts, insgesamt 116. Seinen Bemühungen verdankte die Universität Tübingen auch den Neubau des ersten (ausschließlich) Physiologischen Instituts in Deutschland (1868). Seit 1882 war er korrespondierendes Mitglied der Bayerischen Akademie der Wissenschaften.

## Leistung
Von 1843 bis 1845 beschäftigte sich Vierordt (ohne Laboratorium) mit der Physiologie der Atmung und gelangte im Hinblick auf die Beziehung von Atmung und Kohlensäureausscheidung zu grundlegenden Erkenntnissen: Er zeigte, dass während Hyperventilation mehr Kohlenstoffdioxid (CO2) ausgeatmet wird bzw. die Zahl der Atemzüge pro Zeiteinheit die CO2-Ausscheidung reguliert.
Vierordt befasste sich unter anderem mit der „Herzkraft“ (1850, 1851) und der Infusion von Kochsalzlösung (1851). Er beschrieb die erste exakte Methode der Blutkörperchenzählung mit einer mikrometrisch markierten Glasplatte (1852) und entwickelte erstmals die Sphygmographie zur Aufzeichnung des arteriellen Pulses (1854, 1855). Anschließend erschien eine Monographie über Versuche zur Messung der Strömungsgeschwindigkeit des Blutes und deren Einfluss auf Puls- und Atemgeschwindigkeit (1858). Er konstruierte ein Gerät, das den Blutfluss mittels eines hydrometrischen Pendels im Blutstrom exakt messen konnte (Haemotachometer). 1860 erschien erstmals das erfolgreiche Lehrbuch Grundriss der Physiologie des Menschen.
Ab 1868 wandte sich Vierordt psychophysischen Fragestellungen zu: Zeitsinn (1868 „3-Sekunden-Wahrnehmungsfenster“, 1879), Tastsinn (1869, 1870), Bewegungsempfindung (1876), die Sprache des Kindes (1879). Ein weiteres Forschungsgebiet Vierordts behandelte die Spektrophotometrie (1870–1881). Er übertrug hier die grundlegenden physikalischen Erkenntnisse von Joseph von Fraunhofer, Robert Wilhelm Bunsen und Gustav Robert Kirchhoff auf Anwendungen innerhalb der medizinischen Wissenschaft: Spektralanalysen von Hämoglobin, Galle und Urin bzw. Abschätzung des Hämoglobingehalts im Blut. Vierordt beschäftigte sich dann mit der Physiologie des Kindesalters (1876–1881) und schließlich mit der Messung des Schalls und der Schallleitung (1878–1885).

## Werke
- Physiologie des Athmens mit besonderer Rücksicht auf die Ausscheidung der Kohlensäure. C. T. Groos, Karlsruhe 1845 (Digitalisat)
- Mittheilung zweier neuer Methoden der quantitativen mikroskopischen und chemischen Analyse der Blutkörperchen und Blutflüsigkeit. Arch Physiol Heilk 11 (1851), S. 20–26. (Digitalisat)
- Die bildliche Darstellung des menschlichen Arterienpulses. Arch Physiol Heilk 13  (1854) 284–287 (Digitalisat)
- Die Lehre vom Arterienpuls in gesunden und kranken Zuständen: gegründet auf eine neue Methode der bildlichen Darstellung des menschlichen Pulses. Viehweg, Braunschweig 1855 (Digitalisat) (Digitalisat)
- Die Pulscurven des Hämodynamometers und des Sphygmographen. Arch Physiol Heilk 1  (1857) 552
- Die Erscheinungen und Gesetze der Stromgeschwindigkeiten des Blutes. Meidlinger, Frankfurt 1858 (Digitalisat)
- Der Zeitsinn : nach Versuchen. Laupp, Tübingen 1868 (Digitalisat)
- Grundriss der Physiologie des Menschen. Tübingen 1860 (Digitalisat) (2. Aufl. 1862 (Digitalisat), 3. Aufl. 1864, 4. Aufl. 1871 (Digitalisat), 5. Aufl. 1877)
- Die Anwendung des Spectralapparates zur Messung und Vergleichung der Stärke des farbigen Lichtes. Laupp, Tübingen 1871 (Digitalisat)
- Die quantitative Spectralanalye in ihrer Anwendung auf Physiologie, Physik, Chemie und Technologie. Laupp, Tübingen 1876 (Digitalisat)
- Die Schall- und Tonstärke und das Schalleitungsvermögen der Körper. H. Laupp, Tübingen 1885 (Digitalisat)

## Ehrungen
- Orden der Württembergischen Krone, Ritterkreuz 1. Klasse (1865)[4]
- Orden vom Zähringer Löwen, Ritterkreuz 1. Klasse (1874)[5]
- Krone zum Orden der Württembergischen Krone (1877)[4]
- Kommentur II. Klasse des Friedrichs-Ordens (1884)[6]